# تیمور تپه
تیمور تپه مربوط به دوره ساسانیان است و در شهرستان خدابنده، بخش مرکزی، روستای آهار مشکین واقع شده و این اثر در تاریخ ۱۰ خرداد ۱۳۸۲ با شمارهٔ ثبت ۸۷۶۸ به‌عنوان یکی از آثار ملی ایران به ثبت رسیده است.